# 马里兰省
马里兰省（英語：Province of Maryland），又称马里兰殖民地，是自1632年至1776年存在于美国现在的马里兰州区域的英国殖民地。1776年，北美十三殖民地共同组成美利坚合众国，英属马里兰省以独立十三州之一的身份加入联邦，成为今天的马里兰州。

## 概要
英属马里兰省是由英国天主教徒巴尔的摩男爵一世创建的领主殖民地（私有殖民地）。创建这片殖民地的最初目的是给饱受迫害的英国天主教徒提供一个安全的“天国”。乔治·卡尔弗特当初曾在纽芬兰岛东部的阿瓦隆半岛建立了定居点，试图安置被迫害的天主教徒。1623年此殖民地得到了正式的敕许，被命名为阿瓦隆。1625年，乔治·卡尔弗特因功被封为初代巴尔的摩男爵。然而纽芬兰冬季严寒，全年强风，气候严酷，乔治只好在1629年放弃了他的“阿瓦隆殖民地”。此后，他在向南方摸索更适宜居住的土地时，几经辗转最终选择了马里兰地区。乔治本人在得到对马里兰殖民地正式的敕许之前就已经在1632年死去，而他的儿子，同样是天主教徒的第二代巴尔的摩男爵塞西尔·卡尔弗特随后在这一年得到了这个敕许。
在最初天主教占主导的情况下，英属马里兰省在英属北美殖民地中也具有“信教自由的先驱”的地位。但天主教地位不稳，与境内英国国教会、清教徒、贵格会之间的宗教斗争频繁发生，叛乱的清教徒甚至一度取得了对該省的支配权。英国光荣革命之后，站在议会军阵营的省内清教徒从巴尔的摩男爵家族手中夺取了英属马里兰省的统治权。这次事件被称为“清教徒革命”。然而，鉴于新建立的政府无法服众，英国国王威廉三世准备以皇室的名义任命叛军首领为总督。经过权衡,各方都可以接受的莱昂内尔·科普利成为皇家总督，直至1693年死于任上。此后弗朗西斯·尼科尔森继承了总督的职位。最终，巴尔的摩男爵五世查尔斯·卡尔弗特以宣誓自己是清教徒为代价，实现了巴尔的摩男爵家族在权力舞台上的的回归。
英属马里兰省成立初期，曾经与南方的弗吉尼亚殖民地发生过冲突，之后两个殖民地渐渐朝着同一方向发展。初期殖民地的人口集中在注入切萨皮克湾的河流沿线。与弗吉尼亚一样，本省经济直接依赖于向欧洲直接输出的烟草，烟草种植园成为了产业的中心。烟草的栽培本身就需要大量的廉价劳动力，加之后来烟草价格暴跌，发展混合农业经济产生了更多的劳动力需求，包身工的数量急剧扩张，以致被强制带来的黑人大多成为了奴隶化的牺牲品。
而在英属马里兰省时代（殖民时代）的后期，南部和东部仍在继续其单一的烟草种植园经济；靠近革命的北部和中部则渐渐成为小麦的生产地。因此以弗雷德里克为代表的内陆农业聚落与主要港市巴尔的摩的发展都得到了很大程度的促进。英属马里兰省与美国独立有着密切的联系。通信委员会的设立以及与波士顿倾茶类似的切斯特敦倾茶事件之后，英属马里兰省走上了与新英格兰相同的革命道路。

## 敕许

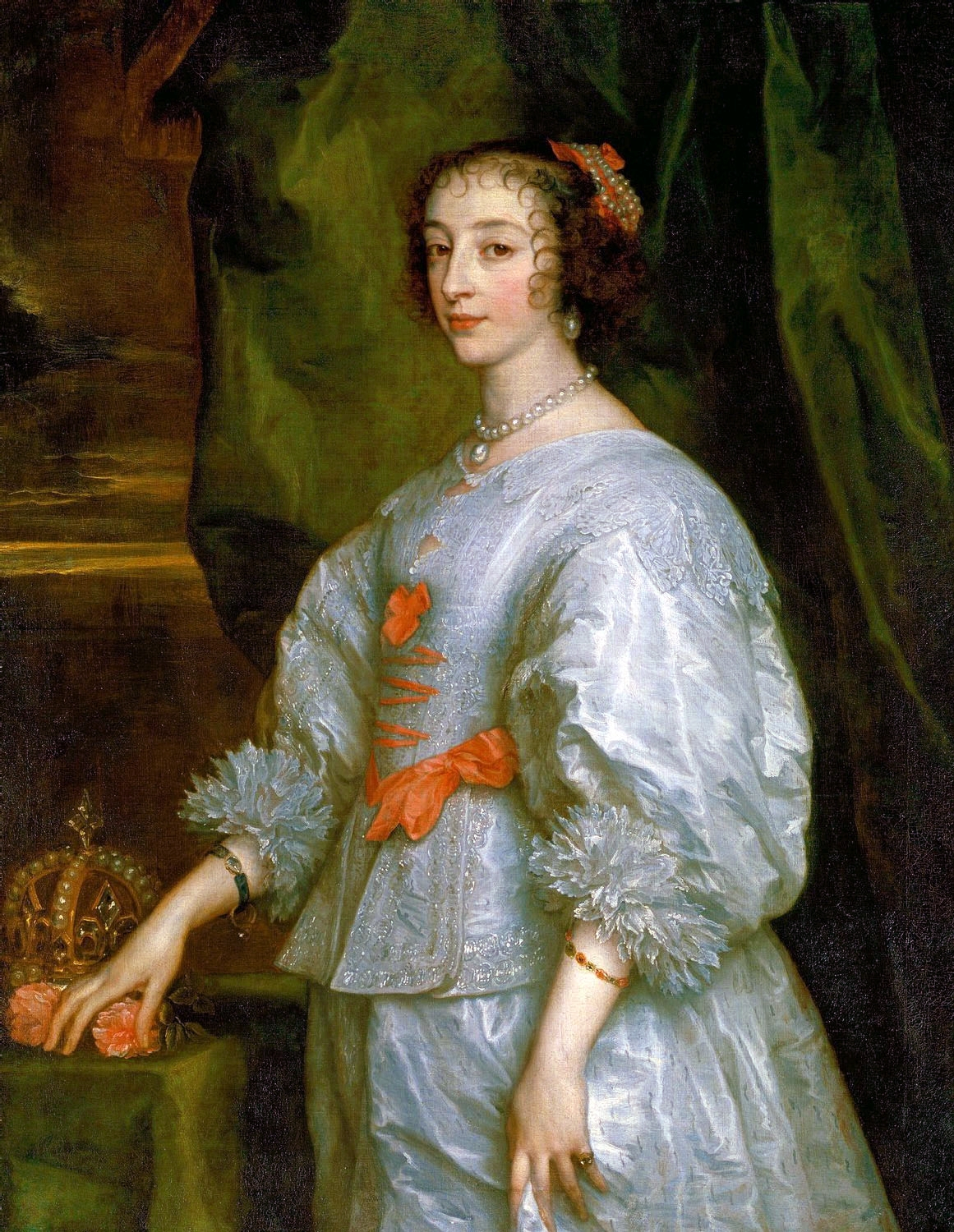
英属马里兰省是以英国王妃亨利埃塔·玛丽亚的名字命名的

1632年6月20日，英国国王查理一世向爱尔兰贵族巴尔的摩男爵二世塞西里厄斯·卡尔弗特敕许了约1,200万英亩(49,000平方公里)的私有殖民地，这就是后来的英属马里兰省。巴尔的摩男爵的家庭信仰天主教，这在当时的英国是为社会所不容的异端。巴尔的摩男爵一世因此还被撤消了国务大臣（英：Secretary of State）的职位。而对这块天主教徒主导的殖民地的承认，在当时被视为对巴尔的摩男爵一世去职的补偿，尽管敕许正式颁布之前巴尔的摩男爵一世就已经死去了。巴尔的摩男爵一世是英国历史中唯一一个获得了私有殖民地的爱尔兰籍天主教徒上议院（贵族院）议员。这片新殖民地的名字来源于当时的王妃，法国公主亨利埃塔·玛丽亚。
英属马里兰省相当于现在马里兰州的大部分地区。当初对卡尔弗特的敕许规定马里兰殖民地位于弗吉尼亚边界以北、北纬四十度以南，这个并不精确的范围也许多达1,200万英亩(49,000 km2)。后来英王詹姆斯二世承认英属宾夕法尼亚省时，英属马里兰实际上失去了一部分土地。于是，两州按照马森·迪克森线划分边界以解决双方的争端。1760年代，英属马里兰省最初想定的一部份领土被划给了宾夕法尼亚；美国独立后，华盛顿特区的创立又使马里兰失去了一部分土地。
英属马里兰省的正式敕许确立了巴尔的摩男爵在当地的统治地位。敕令承认巴尔的摩男爵家族拥有英属马里兰省的所有土地，且对这些领土拥有绝对的统治权。事实上，当时英属马里兰省的殖民者们不用对英王宣誓忠诚，却必须要对男爵宣誓效忠。由此产生了被称为“庄园领主”的贵族，他们向男爵家族购买土地，从而拥有比通常的殖民者更大的社会特权。

## 初期的开拓

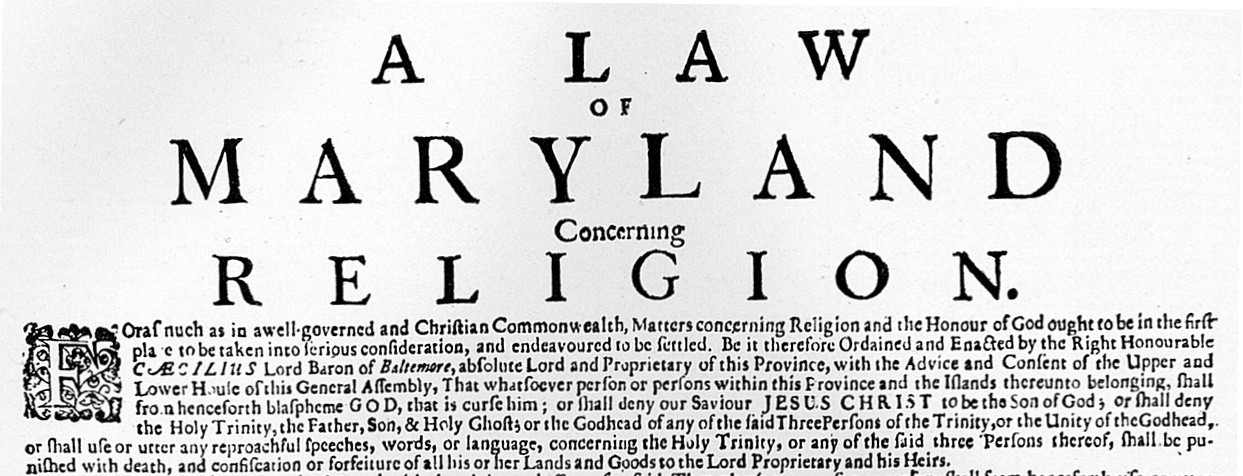
英属马里兰省宗教宽容法案，于1649年获得通过

马里兰殖民地属于南方殖民地。巴尔的摩男爵家族是英国有名的天主教徒，然而罗马天主教显然也是英国朝野的仇敌。这种很容易被视为叛国的行为对17世纪英国贵族而言不能不说是政治生命的一大污点。英国之所以支持巴尔的摩男爵家族创建天主教徒的“天国”，也有转移国内矛盾、向外界表示天主教徒与新教徒可以和谐共存的考量。英属马里兰省的宗教相关法案正式允许了不同教派在当地的传播。与其它领主一样，巴尔的摩男爵家族期待着从他们宗教宽容的新殖民地里受益。
巴尔的摩家以广大的土地使用权和信教宽容方针吸引了一大批天主教贵族和新教徒开拓者。最初渡往马里兰的200名开拓者大半都是新教徒，实际上，新教徒一直是英属马里兰省历史上的多数派。
这批两百人的殖民者在1634年3月25日到达了圣克莱门特岛，他们是由巴尔的摩男爵的弟弟伦纳德·卡尔弗特率领的。巴尔的摩男爵随后任命伦纳德为新殖民地的总督。150人名存活下来的移民从药科米克族印第安人那里买来了土地，并设立了圣玛丽市。
1642年，英属马里兰省发布了对萨斯克汉诺克族的宣战布告。不过这次原住民得到了新瑞典的帮助，于1644年击败了马里兰省当局。8年后，双方终于缔结了休战条约，然而事后双方仍在缓慢而零星地进行交战。

## 英国内战的波及
1654年，第三次英国内战（1649年-1651年）之后，议会军（清教徒）势力支配了马里兰，威廉·斯通总督逃往弗吉尼亚。第二年春，斯通作为保王党的首领大举而归，兵临安纳波利斯。
在塞文战役（1655年3月25日）后，威廉·斯通终于战败被俘。约西亚·芬德尔继任总督。

## 殖民地时代后期及种植园经济
1672年巴尔的摩男爵宣称纽约殖民地下属的特拉华湾西岸的沃尔基尔斯（英： Whorekills）属于马里兰省，随即派军袭占该地。纽约此后不久被荷兰占领，当地当局无暇顾及此事。但是马里兰省当局惧怕荷兰的盟友易洛魁联盟前来夺回这片地区，在1674年11月纽约被荷兰重新占领时归还了沃尔基尔斯地区。
17世纪的马里兰居民大半生存在小型家庭农场的严酷条件下。果物、蔬菜、谷物、家畜以及经济作物（主要是烟草种植）是该省经济的中心。当时的烟草是可以当做通货使用的，在农业生产中烟草占到了极大比例，所以省议会为了保证居民不忍受饥饿，以法律手段规定烟草种植户必须同时种植一定数量的玉米。
与相邻的弗吉尼亚殖民地相同，英属马里兰省到18世纪也发展为种植园殖民地。截止1755年，马里兰人口中有40％是黑人。农场主大规模使用包身工和奴隶。利用各条河流，可以将各种作物方便地输送至大西洋沿岸。由此，巴尔的摩继南卡罗来纳殖民地的查尔斯顿成为18世纪南方第二重要的港口。

## 脱离英国
1776年，英属马里兰省的塞缪尔·蔡斯、威廉‧帕卡、托马斯·斯通以及查尔斯·卡罗尔代表他们的殖民地在美国独立宣言上签署了自己的名字，从此该省从英国独立。1776年至1777年讨论邦联条例时，马里兰州代表为首的一方坚持认为各州应放弃在西部的土地债权，因此1781年弗吉尼亚州和纽约州同意放弃在俄亥俄河流域的债权之后，该省最后一个批准邦联条例。与此相反，1788年4月28日美利坚合众国宪法在该州顺利获得通过。

## 脚注
1. ↑  世界の歴史21, p23
2. ↑  Events that Changed America Through the Seventeenth Century By John E. Findling, Frank W. Thackeray, pp. 133-134.
3. ↑  Sparks, Jared. . Boston: Charles C. Little and James Brown. 1846: 16–  [2012-10-10]. （原始内容存档于2020-03-03）.
4. ↑  .   [2012-10-10]. （原始内容存档于2006-03-08）.
5. ↑  Alan Taylor, American Colonies (New York: Viking, 2001), p.136; John Mack Faragher, ed., The Encyclopedia of Colonial and Revolutionary America (New York: Facts on File, 1990), p.254.
6. ↑  John Mack Faragher, ed., The Encyclopedia of Colonial and Revolutionary America (New York: Facts on File, 1990), p.257